# Astronomical-Society-Inseln
Die Astronomical-Society-Inseln (englisch Astronomical Society Islands) sind eine kleine Inselgruppe und Teil des kanadisch-arktischen Archipels. Die etwa 25 km mal 18 km große Gruppe besteht aus zahlreichen flachen, felsigen Inseln, die voneinander größtenteils nur durch schmale Kanäle getrennt sind. Die größte Insel ist ca. 6 km mal 8 km groß und liegt im Zentrum der Inselgruppe. Die Astronomical-Society-Inseln befinden sich südöstlich der Boothia-Halbinsel im Golf von Boothia am Eingang zur Lord-Mayor-Bucht. Sie gehören zu Nunavut, genauer zur Census division Kitikmeot, Unorganized.
Die Inselgruppe wurde im Zuge der Polarexpedition von John Ross und James Clark Ross 1829/33 erforscht. Benannt ist die Gruppe nach der britischen Royal Astronomical Society, welche bis 1831 noch Astronomical Society of London hieß.